# Cirrhigaleus
Cirrhigaleus är ett släkte av hajar. Cirrhigaleus ingår i familjen pigghajar.
Kladogram enligt Catalogue of Life:
| Cirrhigaleus | \| \| Cirrhigaleus asper \| \| \| \| \| \| Cirrhigaleus australis \| \| \| \| \| \| Cirrhigaleus barbifer \| \| \| \| |
|              | \| \| Cirrhigaleus asper \| \| \| \| \| \| Cirrhigaleus australis \| \| \| \| \| \| Cirrhigaleus barbifer \| \| \| \| |
|              | Squalus |
|              | |
|              | Cirrhigaleus asper |
|              | |
|              | Cirrhigaleus australis                                                                                                |
|              | |
|              | Cirrhigaleus barbifer                                                                                                 |
|              | |

|  | Cirrhigaleus asper     |
|  |                        |
|  | Cirrhigaleus australis |
|  |                        |
|  | Cirrhigaleus barbifer  |
|  |                        |